# Tomás Guidara
Tomás Ezequiel Guidara (ur. 13 marca 1996 w Córdobie) – argentyński piłkarz pochodzenia albańskiego grający na pozycji obrońcy.